# Betula chichibuensis
Betula chichibuensis — вид квіткових рослин з родини березових (Betulaceae). Ендемік Японії.

## Біоморфологічна характеристика

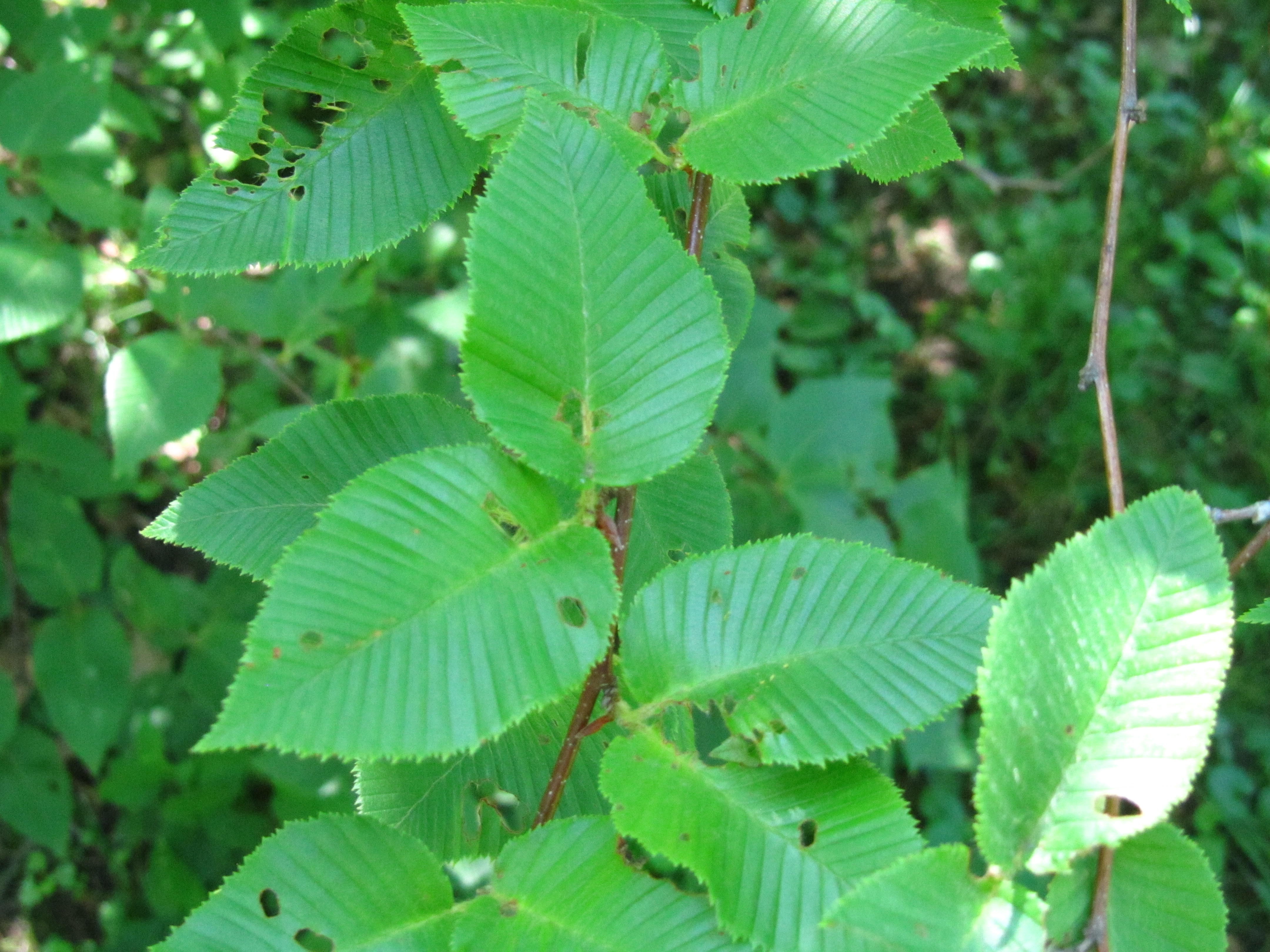

Це багатостовбурний кущ або невелике дерево до 10 м заввишки. Кора спочатку коричнева і лущиться, але пізніше з'являються помітні підняті горизонтальні сочевиці. Має яйцеподібні листки, голі та зелені на верхній поверхні з білими волосками на нижній стороні, з глибокими жилками. Цей вид однодомний з сережкоподібними кремово-жовтими чоловічими і сережкоподібними червоними жіночими суцвіттями. Плодоносні сережки дають крихітні плоди-горішки. 

## Поширення й екологія
Поширення: ендемік Японії (пн.-сх. та цн. частина Хонсю). Цей вид росте на вапнякових відслоненнях. Хоча молоді незрілі рослини, здається, відносно тіньовитривалі, дорослі дерева дуже погано переносять тінь. Вид також виявляється досить толерантним до вологих ґрунтів і відносно посухостійким.

## Загрози й охорона
Невелика популяція та обмежене поширення B. chichibuensis роблять його вразливим до стихійних лих або хвороб. Також дві особини B. chichibuensis повинні бути достатньо близькі для перехресного запилення, що робить виробництво насіння невизначеним у невеликих субпопуляціях. Дикоросле насіння також показало низьку життєздатність. Ці фактори потенційно загрожують виживанню цього виду. Вирубка лісів і деградація середовища проживання очевидні в районі Чічібу.
Цей вид був занесений до списку рідкісних в Японії в Червоному списку МСОП 1997 року. Зараз культивують вісім клонів оригінального насіння, які були розповсюджені у вигляді вкорінених живців, отриманих від оригінальних саджанців, або життєздатного насіння в дендраріях і ботанічних садах Європи та Північної Америки. Оскільки цей вид легко розмножується живцями, комерційне розмноження може відбуватися з однієї рослини. Необхідно подбати про збереження генетичного різноманіття цього виду. Для цього виду рекомендується як in situ, так і ex situ збереження